# Amtsbezirk Schwechat
Der Amtsbezirk Schwechat war um die Mitte des 19. Jahrhunderts eine Verwaltungseinheit im Viertel unter dem Wienerwald in Niederösterreich.
Der Amtsbezirk war der Kreisbehörde in Wiener Neustadt unterstellt und besorgte deren Amtsgeschäfte vor Ort. Die Zuständigkeit erstreckte sich neben Schwechat auf die damaligen Gemeinden Achau, Albern, Ebergassing, Kaiserebersdorf, Schloss Kaiserebersdorf, Enzersdorf an der Fischa, Fischamend-Dorf, Fischamend-Markt, Gutenhof, Hennersdorf, Himberg, Altkettenhof, Neukettenhof, Kledering, Oberlaa, Unterlaa, Oberlanzendorf, Unterlanzendorf, Leopoldsdorf, Mannswörth, Kleinneusiedl, Pellendorf, Rannersdorf, Rauchenwarth, Rothneusiedl, Schwadorf, Simmering, Wienerherberg und Zwölfaxing.
Der Amtsbezirk umfasste dabei 30 Gemeinden mit 24.635 Einwohnern (lt. Zählung von 1851).